# Liste der Wappen im Bezirk Mödling
Diese Liste beinhaltet – geordnet nach der Verwaltungsgliederung – alle in der Wikipedia gelisteten Wappen des Bezirks Mödling (Niederösterreich). In dieser Liste werden die Wappen mit dem Gemeindelink angezeigt. Die Fußnoten verweisen auf die Blasonierung des entsprechenden Wappens.

## Bezirk Mödling

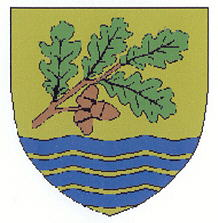
Achau
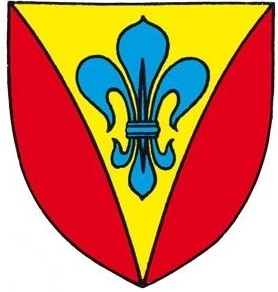
Biedermannsdorf
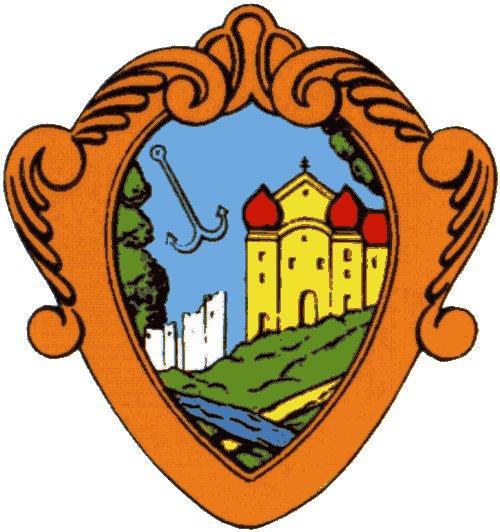
Breitenfurt bei Wien
Brunn am Gebirge
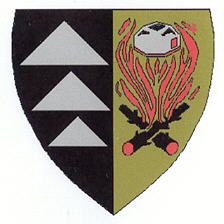
Gaaden
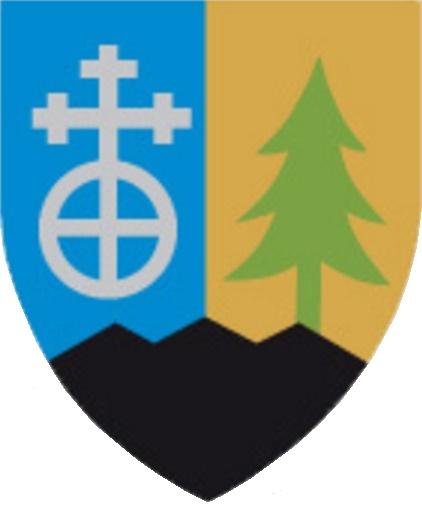
Gießhübl
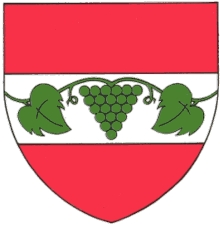
Gumpoldskirchen
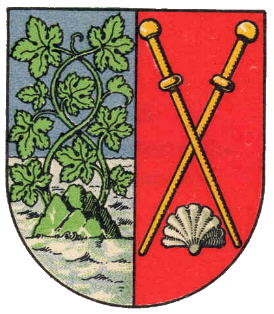
Guntramsdorf
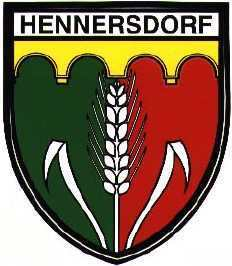
Hennersdorf bei Wien
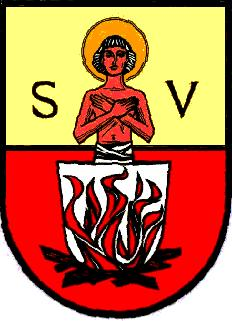
Hinterbrühl
Kaltenleutgeben
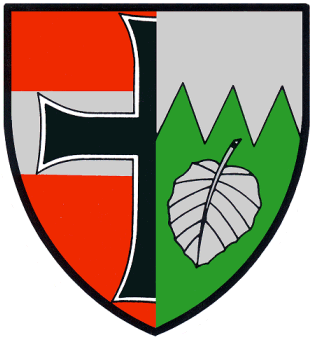
Laab im Walde
Laxenburg
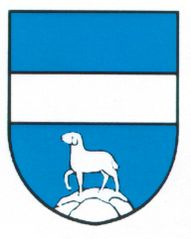
Maria Enzersdorf
Mödling
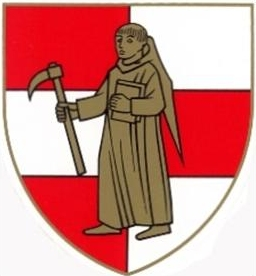
Münchendorf
Perchtoldsdorf
Vösendorf
Wiener Neudorf
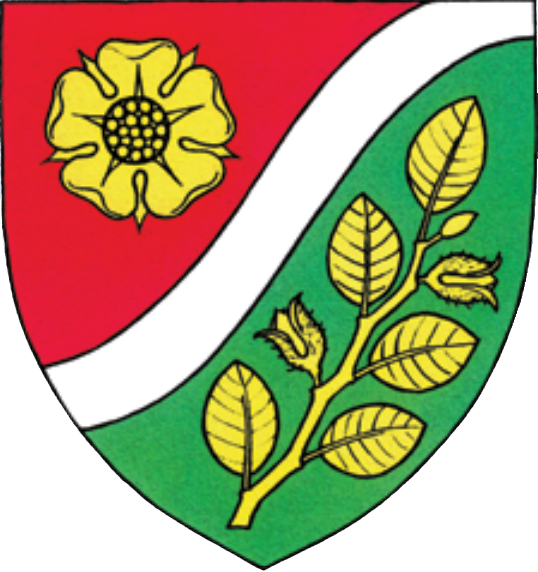
Wienerwald

## Blasonierungen
1. ↑  Gießhübl: In einem gespaltenen Schild über einem im Schildfuß aufragenden schwarzen Dreiberg, vorne in Blau ein silbernes Kreuz, hinten in Gold eine grüne Fichte mit ebensolchem Stamm.
2. ↑  Hinterbrühl:In einem von Gold über Rot geteilten Schild im unteren Feld ein silberner auf schwarzen Hölzern stehender und von roten Flammen umzüngelter Kessel, aus dem in das obere Feld hineinragend eine jugendliche männliche nackte und weißgeschürzte Gestalt mit gekreuzten Armen und Nimbus wächst, begleitet von den schwarzen Buchstaben S und V.